# Onthophagus oklahomensis
Onthophagus oklahomensis  (лат.) — вид пластинчатоусых жуков рода калоеды (Onthophagus) из подсемейства Scarabaeinae. Неарктика.

## Описание
Длина тела 2-4 мм, блестящие чёрные. Активен с мая по сентябрь.